# 武韵青
武韵青，字印蒼，安徽来安县人，清朝政治人物。同进士出身。

## 生平
武韵青有兄孝欽，二人自幼喪父，母親持家有法，請名師教育。孝欽工詩文，中式嘉慶戊午科舉人。韻青登乾隆六十年（1795年）乙卯科举人，嘉慶六年（1801年）進士。嘉慶十一年（1806）任青浦县知县，卒於任。